# Ricardo Wágner de Souza
Ricardo Wágner de Souza (23 de abril de 1972) es un ex futbolista brasileño que jugó de defensa. En México, jugó un total de 117 partidos, anotando 1 gol en la liga. Fue campeón de Liga con el Club Santos Laguna en el torneo invierno 1996.

## Clubs
- Club Santos Laguna (1993 - 1997)
- Club Necaxa (1997 - 1998)
- Club León (1999)

- Datos: Q5679600